# Discoelius argentinus
Discoelius argentinus är en stekelart som beskrevs av Brethes 1905. Discoelius argentinus ingår i släktet tapetserargetingar, och familjen Eumenidae. Inga underarter finns listade i Catalogue of Life.